# Lorenzo Aguado
Lorenzo Aguado Herrera (Madrid, 19 september 2002) is een Spaans voetballer die onder contract ligt bij  Real Madrid.

## Clubcarrière
Aguado sloot zich in 2010 aan bij de jeugdopleiding van Real Madrid. De club leende hem in het seizoen 2021/22 uit aan vierdeklasser CDA Navalcarnero. In het seizoen 2022/23 speelde hij voor RSC Internacional, dat vanaf dat seizoen 2022/23 als derde elftal van Real Madrid fungeerde en na afloop van dat seizoen zijn plaats in de Tercera Federación afstond aan het heringevoerde Real Madrid C.
Op 19 november 2023 maakte Aguado zijn officiële debuut voor Real Madrid Castilla, het tweede elftal van Real Madrid dat dat seizoen uitkwam in de Primera Federación: in de competitiewedstrijd tegen Algeciras CF (1-2) kreeg hij een basisplaats van trainer Raúl González Blanco. Aguado speelde in het seizoen 2023/24 dertien competitiewedstrijden voor Real Madrid Castilla, telkens als basisspeler.
Op 6 januari 2025 maakte Aguado zijn officiële debuut voor het eerste elftal van de club: trainer Carlo Ancelotti liet hem starten in de bekerwedstrijd tegen Deportiva Minera (0-5-zege). Aguado had eerder in het seizoen 2024/25 al een paar keer de wedstrijdselectie van Ancelotti gehaald voor een officiële wedstrijd, onder andere op 18 december 2024 tijdens de FIFA Intercontinental Cup tegen CF Pachuca.